# لگیلون سور وی
لِگیلون سور وی ( تلفظ فرانسوی: [lɛɡɥijɔ̃ syʁ vi]) یک کمون در دپارتمان وانده در منطقه پی دو لا لوآر در غرب فرانسه است.